# Moschkowo
Moschkowo (russisch Мошково) ist eine Siedlung städtischen Typs (seit 1961) in der westsibirischen Oblast Nowosibirsk (Russland). Sie hat 10.224 Einwohner (Stand 14. Oktober 2010).

## Geographie
Moschkowo liegt 55 Kilometer nordöstlich der Oblasthauptstadt Nowosibirsk.
Die Siedlung ist Verwaltungszentrum des gleichnamigen Rajons Moschkowo.

## Geschichte
Ursprünglich lagen seit dem 19. Jahrhundert auf dem Gebiet der heutigen Siedlung die zwei Dörfer Alexejewka und Romanowka. Die neugebaute Trasse der Transsibirischen Eisenbahn trennte die beiden Dörfer; die zugehörige Eisenbahnstation erhielt den Namen Moschkowo. Nach 1917 wurden die beiden Dörfer mit der Stationssiedlung vereinigt und tragen seither den gemeinsamen Namen Moschkowo.

### Bevölkerungsentwicklung
| Jahr | Einwohner |
| ---- | --------- |
| 1939 | 5.279     |
| 1959 | 5.601     |
| 1970 | 5.794     |
| 1979 | 7.088     |
| 1989 | 9.571     |
| 2002 | 10.678    |
| 2010 | 10.224    |

Anmerkung: Volkszählungsdaten

## Wirtschaft und Infrastruktur

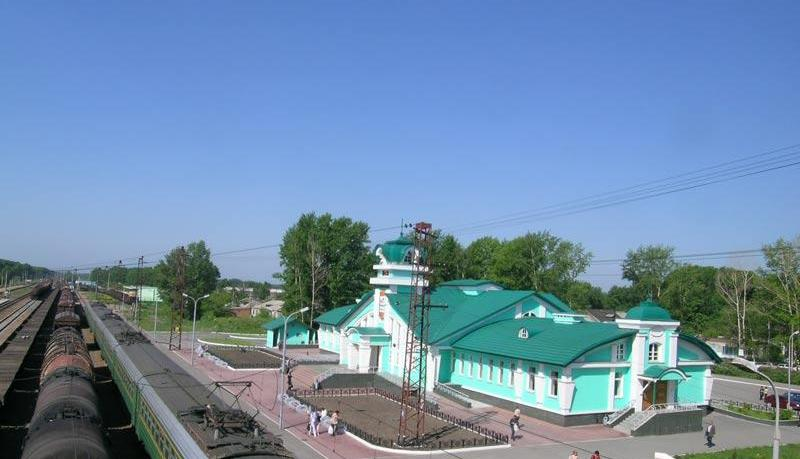
Bahnhof Moschkowo

Die Einwohner leben und arbeiten in der umliegenden Landwirtschaft mit etwas Lebensmittelindustrie.
Moschkowo hat eine Station an der Transsibirischen Eisenbahn. Außerdem liegt Moschkowo an der Fernstraße M 53, die Teil der transkontinentalen Straßenverbindung von Moskau nach Wladiwostok ist.